# Homoneura illingworthi
Homoneura illingworthi är en tvåvingeart som beskrevs av Malloch 1927. Homoneura illingworthi ingår i släktet Homoneura och familjen lövflugor. Inga underarter finns listade i Catalogue of Life.